# ルイズ・ジュリー・ド・マイイ＝ネール
ルイズ・ジュリー・ド・マイイ＝ネール（Louise Julie de Mailly-Nesle, 1710年3月16日 - 1751年）は、フランス王ルイ15世の公妾。マイイ伯爵夫人の称号で一般に呼ばれる。ネール姉妹の長女。しばしばその生き方がルイーズ・ド・ラヴァリエールに似ているといわれる。

## 生涯
ルイズ・ジュリーはネール侯爵家に生まれ、いとこであるマイイ伯爵と結婚する。母のマイイ夫人が王妃マリー・レクザンスカ付きの女官であったため、彼女も宮廷でその役職を務める。彼女が国王と関係を持つようになった時期ははっきりしない。おおむね1733年から1735年ごろと推測されるが、その秘密はかなりの間保たれた。関係がおおやけになったのは1738年である。
ルイズ・ジュリーは魅惑的な体と可愛らしい性格の持ち主であったが、美女ぞろいの宮廷の中で必ずしもとびぬけて美しい女性だったというわけではないらしい。同時代の日記や回想録は彼女について、その顔立ちが必ずしも美人でないこと、しかしその性格が、内気で打ち解けることのできない王妃とは違って王を楽しませることができることを記録している。
関係を隠すことがなくなって居室を賜ったあと、ルイズ・ジュリーには王の寵愛を受け影響を与えることのできる者として、後に続く女性たちがそうしたように、権勢を振るうことができた。しかし彼女はそれをしなかった。国王に高官のポストや叙勲について口利きして大金を差し出させることが、むしろ普通だっただけに、かえって変わり者と見なされた。宰相フルーリーは、彼女が政治にも人事にも口を出さないことに安堵して、王が彼女を愛妾とすることを黙認した。
多情な王はルイズ・ジュリーの地位が安定している間でも、他の女性に気を取られることがしばしばだったので、彼女は気を揉んで王の様子を終始窺わずにはいられなかった。消耗した彼女は、味方が欲しくて王宮に自分の妹を招いたが、それが彼女の命取りになった。彼女の妹ポーリーヌ・フェリシテは、姉から王の寵愛を奪い取った。宮廷の観察者たちによれば、その時期は、1740年前後である。彼女は王宮から去ることはなかったが、王はヴェルサイユよりもポーリーヌ・フェリシテに与えたショアジーの館に多く滞在していた。
ヴァンティミール侯爵夫人（ポーリーヌ・フェリシテ）がリュク侯を出産して死去した後、ルイズ・ジュリーは王とよりを戻したが、その時間は短かった。すでに彼女の他の妹ディアーヌ・アデライード、オルタンス・フェリシテ、マリー・アンヌも続々と宮廷にあがって来ていて、そのなかのマリー・アンヌに王は心を奪われた。彼女を愛妾とするにあたって、マリー・アンヌは姉を宮廷から追放することを要求したため、ルイズ・ジュリーはごく短時間のうちにヴェルサイユから去らねばならなかった。1742年11月のことである。
王はさすがに良心が咎めたのか、彼女に年金とパリにおける居住地を提供した。他の夫人たちと違ってルイズ・ジュリーは財産を作っていなかったのである。その後も王はときどきルイズ・ジュリーの思い出話を後の愛妾に語って彼女たちを警戒させた。宮廷から去ったルイズ・ジュリーは、その後の生活を信仰と慈善に捧げ、41歳で亡くなった。王の愛妾だったという過去とはかけ離れたその謙虚な態度と貧しさに多くの人は心打たれたという。